# Arne Bergodd
Arne Bergodd, norveški veslač, * 16. avgust 1948, Drammen.
Bergodd je v četvercu brez krmarja za Norveško na Poletnih olimpijskih igrah 1976 v Montrealu osvojil srebrno medaljo. V posadki čolna so bili še Finn Tveter, Rolf Andreassen ter Ole Nafstad.